# Лиле
Лиле́ (фр. Lislet) — коммуна во Франции, находится в регионе Пикардия. Департамент коммуны — Эна. Входит в состав кантона Вервен. Округ коммуны — Вервен.
Код INSEE коммуны — 02433.

## Население
Население коммуны на 2010 год составляло 239 человек.
| 1962 | 1968 | 1975 | 1982 | 1990 | 1999 | 2010 |
| ---- | ---- | ---- | ---- | ---- | ---- | ---- |
| 224  | 212  | 206  | 237  | 242  | 232  | 239  |

## Экономика
В 2010 году среди 161 человека трудоспособного возраста (15-64 лет) 106 были экономически активными, 55 — неактивными (показатель активности — 65,8 %, в 1999 году было 69,5 %). Из 106 активных жителей работали 89 человек (48 мужчин и 41 женщина), безработных было 17 (7 мужчин и 10 женщин). Среди 55 неактивных 11 человек были учениками или студентами, 21 — пенсионерами, 23 были неактивными по другим причинам.